# Asedio de Ray
El asedio de Ray fue un enfrentamiento militar librado en la ciudad homónima en 1220 en el contexto de la invasión del Imperio jorezmita por el naciente Imperio mongol. La batalla finalizó con la destrucción de la ciudad por parte de los mongoles y la masacre de la mayoría de sus habitantes. 

## Antecedentes
Después del asedio de Samarcanda, el jagán Gengis Jan ordenó a sus generales (noyan) Yebe (Jaba o Jebe), Subotai (Subaday o Sübedei) y Toquchar perseguir al sah Mohamed II de Corasmia, quien estaba en Balj. Cruzaron el río Amu Daria al norte de la ciudad, evitando que se convirtiera en una línea de defensa y obligando al sah a huir a Nishapur. El ejército jorezmita se dispersó y a Mohamed II sólo le siguió su guardia personal. Balj se rindió y pagó tributos, Toquchar se quedó y meses después murió intentando tomar una rebelde Nishapur.
Yebe y Subotai siguieron a Herat y luego a Merv, recibiendo suministros en ambas urbes como muestra de sumisión. Como sus órdenes eran de cazar al sah y no conquistar, evitaron toda fortificación fuertemente defendida. Según Juvayni, la excepción fue Zaveh (Zawa o Zava, actual Turbat-i-Haidari), cuyos habitantes cerraron las puertas, se negaron a entregar suministros e insultaron a los mongoles desde lo alto de las murallas. Los mongoles, que seguían su camino, lo notaron y regresaron y asaltaron la ciudad al tercer día de asedio, cometiendo una matanza. Como no podían quedarse mucho tiempo, quemaron todo lo que no pudieron llevarse. Acorde a Juzjani, fue Toi de Bushanj (o Fushanj), en el distrito de Herat, la única ciudad de la región que esta tropa mongola destruyó.
El 24 de mayo de 1220, los mongoles llegaron a Nishapur destruyendo al cuerpo de guardaespaldas del gobernador local en las cercanías y exigiendo suministros. Los locales aceptaron tener un gobernador mongol, pero se negaron a pagar un tributo, pero como los mongoles estaban apurados por su cacería aceptaron. Los conquistadores siguieron a Tus, cuyos residentes optaron por resistir y acabaron masacrados; solamente quedaron cincuenta casas habitadas. Los de Nukan se rindieron y fueron perdonados. Según Juvayni, se separaron en Radkan, Yebe a la provincia de Mazandarán, en la costa sur del mar Caspio, y Subotai a la de Qumish. En cambio, Hamadani dice que Yebe fue a Juwein (o distrito de Juvayni) y Subotai a Jam y Tue (Mashhad).
El primero destruyó Amol y Asterabad y dejó tropas asediando el fuerte de Ilal, cuya comarca sufría por la sequía, así que la guarnición tenía poca agua y se rindió a los quince días de asedio. Ahí se capturó a Terken Jatun (Turkan Jatun), la poderosa madre del sah, y al harén del Mohamed II, que fueron enviadas al cuartel invernal del jagán en Taloqan. El segundo destruyó Jabushan, Esfarayen (Isfarain), Damghan, Semnán (Samnan) y Juvar.
Por su parte, Mohamed II huyó de Nishapur a través Mazandarán a Ray y después a Hamadán siempre perseguido de cerca por sus cazadores y sólo acompañado por un pequeño grupo de fieles, muchos de ellos comerciantes que lo abandonaron en esta última ciudad. Después de salir de Nishapur, donde estuvo muy poco tiempo, pasó por Bistam, donde ordenó al emir Taj ad-Din 'Umar al-Bistami llevar el tesoro real a la fortaleza de Ardahin (Ardhin). En Ray, el sah consultó al atabeg de Lur, Nusrat ad-Din Jazarasf, quien le informó de la proximidad de los mongoles y eso lo llevó a abandonar la urbe.

## Asedio

### La ciudad
Según el historiador estadounidense Tertius Chandler, el imperio de Mohamed II tenía varias ciudades de gran tamaño. En la meseta iraní destacaba Ray con 100 000 habitantes a mediados del siglo X, pero había decaído con el surgimiento de Merv y para 1220 no debía pasar los 80 000. La vecina Isfahán había alcanzado los 92 000 residentes en el año 1000, pero una hambruna había devastado su región en 1033 y probablemente no se había recuperado, teniendo 70 000 habitantes en 1200. Respecto de Qom (Qam, Qum o Kumm), otra ciudad vecina, estimaba que sobrepasó los 40 000 residentes en el siglo VII. Según R. W. Bulliet, las urbes de Isfahán, Ray, Nishapur, Merv, Bujará, Samarcanda, Balj y posiblemente otras más superaban los 100 000 habitantes.
Ray era la mayor y más prospera ciudad del Irak persa, famosa por exportar tejidos de seda y cerámica policromada decorada con miniaturas. Se dice que contaba con más de 3000 mezquitas. Sus caminos la comunicaban directamente con Nishapur, Isfahán, Hamadán y Asterabad. Recibía agua de los deshielos de primavera y de canales subterráneos construidos durante la dinastía arsácida. Su ciudadela, de forma triangular, estaba localizada en el monte Sorsore y vigilaba todo el shahristán (ciudad intra murallas) que se extendía a su sur y oeste, mientras que al este se encontraba el monte Shahrbanou.

### Destrucción según las fuentes

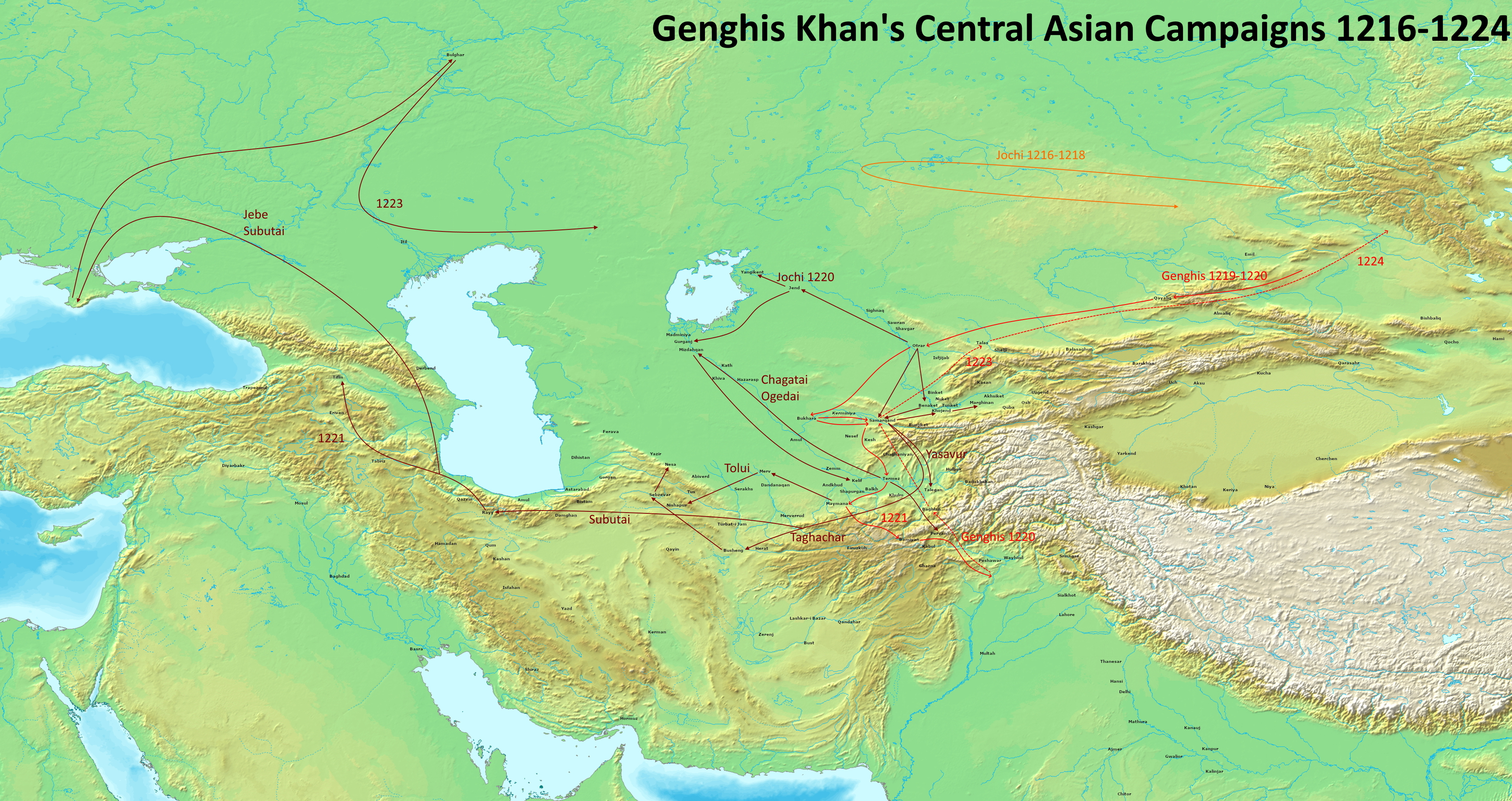
Mapa de las campañas mongolas en Asia Central entre 1216 y 1224.

En este caso, las fuentes primarias se contradicen. Athir decía que la ciudad fue saqueada sin piedad, pero Juvayni afirmaba que fue todo más moderado, con algunas ejecuciones. Sin embargo, estudios arqueológicos indican que la ciudadela y la ciudad intra murallas fueron quemadas en esa época. En la versión de Juvayni, Yebe y Subotai se reunieron y marcharon a Ray, donde el gobernador y la nobleza entregaron tributos para evitar su destrucción.
En cambio, la crónica de Athir aseguraba que después de perder la esperanza de capturar al sah, los mongoles saquearon los fuertes de Mazandarán y obligaron a los supervivientes a pagar tributos. Mataron, robaron y quemaron todo en su camino a Ray, momento en que capturaron a la madre del sah y la enviaron con el jagán a Samarcanda. A su paso se les sumaron muchos desertores del ejército jorezmita que se dedicaban a saquear los campos. Llegaron a Ray sorpresivamente, por lo les fue fácil saquearla y masacrar a sus habitantes. Sin perder tiempo, siguieron con rumbo a Hamadán destruyendo todo a su paso. También menciona que tiempo después, otra tropa mongola saqueó nuevamente Ray y a Qom.
Entre los musulmanes que se unieron a los conquistadores estaba Rukn ad-Din Kabud-Jama, gobernante del distrito de Kabud-Jama, cuyo tío paterno, Nusrat ad-Din, y a su primo, 'Izz ad-Din Kai Jursan, habían sido asesinados por el sah y despojados de sus tierras. Rukn aprovechó de recuperarlas y por su ayuda, los mongoles lo premiaron reconociendo su señorío para él y sus descendientes.

### Interpretaciones
El historiador Frank McLynn propone que hubo dos saqueos. El primero sucedió cuando los generales mongoles se reunieron después de arrasar la costa sur del Caspio y atacaron sorpresivamente los suburbios de Ray. La destrucción habría sido parcial, por lo que después de la muerte del sah, los habitantes de Ray les pidieron a los invasores que atacaran la rica ciudad de Qom. Sucedía que Ray era una urbe sunita y Qom chiita. Los mongoles destruyeron Qom, matando a miles, pero inmediatamente después Ray sufrió la misma suerte, pues los generales entendieron que gente que era capaz de traicionar así a sus compatriotas no era de fiar. Leo de Hartog apoya una idea similar de que los sunitas animaron a los invasores a saquear Qom, pero poco después Ray fue destruida.
Por su parte, su colega Richard Gabriel, asume que sólo hubo un saqueo. Después que los jorezmitas fueran vencidos en una batalla campal, que él cree que sucedió a las afueras de Ray, los mongoles se aproximaron a la ciudad y para su sorpresa había estallado una guerra civil entre los vecinos que deseaban rendirse y los que querían resistir. Finalmente, ganaron los primeros, que masacraron a sus rivales y abrieron las puertas, pero los conquistadores consideraron que gente capaz de tratar así a sus vecinos no era de fiar y mataron a todos los hombres.
El erudito sueco Carl Sverdrup propone que a mediados de 1220, Yebe avanzó sobre Mazandarán y desde ahí se dirigió a Ray desde el norte, mientras que Subotai avanzó por el Gran Jorasán para llegar a Ray desde el este. Aparentemente, el plan era que Yebe cortara la retirada del sah, a quien presumían seguía en Ray. También reconoce que las facciones rivales en Ray y Qom llevaron a ambas ciudades a su destrucción. En la primera estalló una lucha de poder entre dos facciones que permitió su captura y saqueo parcial, muriendo 70 000 personas, cifra de la que no da fuente y considera exagerada. Luego, Yebe fue a Qom, donde se alió con los chiitas para luchar contra sus vecinos sunitas, pudiendo capturar la ciudad y seguir hacia Hamadán, en tanto que Subotai asediaba Qazvín. El saqueo de Ray habría ocurrido después de la partida de las tropas mongolas de Nishapur, a inicios de junio, y antes de la captura de Ilal, que estima sucedió en agosto.
Debe mencionarse que en Nishapur, Ray y Gurgán (Jurjan) se caracterizaron por una historia marcada por los conflictos entre chiitas y sunitas.

## Consecuencias
Después de huir de Ray, el sah se refugió en el fuerte de Farrazin, donde su hijo Ghiyas ad-Din Gursanjti había reunido un ejército de 30 000 combatientes del Irak persa. Según McLynn, quien reunió al ejército fue su otro hijo, Jalal ad-Din Mingburnu, y el sah llegó después de pasar por Qazvín, pero antes de ir a Qarun.
El monarca musulmán resolvió enviar a su hijo y su harén a Karun (Qartun); lo más probable es que no pasaran de unos pocos miles de reclutas de Farrazin y Karaj. Supuestamente, el príncipe le habría propuesto establecer posiciones defensivas en el monte Shayran. El gobernador del Luristan (Lars o Lurs), Nasrat al-Din Hazarasp (Hazar Asf), le ofreció reunir 100 000 voluntarios del Luristan, Shulistan y Fars. El sah rechazó la idea de dar batalla, perdiendo la oportunidad de intentar retomar la ofensiva, y después de que llegaran las noticias del saqueo de Ray, las tropas se dispersaron y Rukn huyó a Kerman.
Los conquistadores siguieron su camino por Isfahán y Hamadán. Mohamed II abandonó Hamadán en cuanto se enteró de que los mongoles se acercaban y un día después, Yebe llegó y el gobernador les entregó suministros en señal de sumisión (danegeld), así que continuó hasta que se enteró de que parte del ejército del sah se reunía en Sujas, cerca de Soltaniyeh, al mando de Beg Tegin Silahdar y Kuch Bugha Jan. Rápidamente destrozó a los jorezmitas en la única batalla campal de la campaña. Esto les permitió hacerse con Nihawand,
Kirmanshah, Hulwan y Dinavar (Khurramabad). Según la crónica de Nasawi, el sah estaba el valle de Daulatabad, en el distrito de Hamadán, acompañado por los restos de su ejército, unos 20 000 jinetes cuando fue atacado y apenas escapó, pues sus tropas fueron rodeadas y aniquiladas. Con los pocos sobrevivientes escapó a las regiones de Jil e Isfizar.
Los mongoles siguieron a Zanyán, que optó por pagar tributo, y Qazvín, que eligió resistir y 40 000 de sus habitantes fueron masacrados; aunque McLynn cree que Zanyán también fue destruida y Sverdrup  que Zanyán fue saqueada y que el número de muertos en Qazvín fue de cincuenta mil. Los mongoles saquearon el Irak persa y asediaron y destruyeron Ardebil.
Según McLynn, Mohamed II estaba en Rasht y ya no había fuerza que se interpusiera entre él y sus cazadores, por lo que muchos de sus desmoralizados y hambrientos soldados desertaron y comenzaron a robar en el país, viéndose forzado a huir a Qazvín y enloquecido volvió a Hamadán, pero no alcanzó a llegar porque casi fue capturado y debió huir al fuerte de Karun (Qarun o Qaroon). Según Hamadani, el sah y su familia, abandonados por sus nobles, viajaban de Ray a Karun cuando se encontraron con un destacamento mongol que no los reconocieron, arrojándoles flechas que hirieron al corcel del monarca musulmán. A pesar de eso, el sah llegó al fuerte y descansó por un día, decidiendo luego seguir a Bagdad. Sin embargo, justo después de su partida los mongoles llegaron y asediaron la fortaleza, quizás porque el sah ordenó circular rumores de que él seguía ahí. Pronto, los invasores se enteraron de la treta mediante un espía y fueron tras su presa. Mohamed II pasó al fuerte de Sarjehan, luego entró en la provincia de Guilán (Jil), donde fue recibido por el emir Saluk y descansó por siete días, luego fue a Ispida (Ispidaro o Isfizar), una región montañosa de difícil acceso en Daylam. Siguió a Danui, cerca de Amol, donde los emires locales le aconsejaron huir a las islas del Caspio, pues los mongoles le seguían de cerca. Yebe había enviado desde Ray un destacamento a atraparlo. Según Hamadani, estas tropas mongolas, al no capturar al sah, asediaron las fortalezas donde estaban el harén y el tesoro real, cuya captura fue una humillación para Mohamed II. Según Nasawi, la Ardahin fue asediada y su guarnición entregó los tesoros a cambio de ser perdonada.
Finalmente, el monarca musulmán llegó a Âbaskün, un puerto del Caspio, donde embarcó en una nave para refugiarse en un castillo ubicado en una isla. Justo después de hacerse al mar, los mongoles llegaron y arrojaron flechas sobre el barco. El sah permaneció en una isla por un tiempo, pero en cuanto se difundió su localización, se movió a otra. La gente de la región le traía alimentos. Según McLynn, estaba en Ab-i-Sugun, donde a los pocos días después los mongoles realizaron un asalto anfibio, pero el sah ya había escapado a Ashuradeh y luego a una isla cerca de Abaskun. Según Hamadani, en esos momentos el emir Ikhtiyar ad-Din le informó que había reunido 30 000 jinetes y ofrecía elevar ese número a 90 000 si le daba dinero, pero le fue negado.
Mohamed II nombró a su hijo Jalal ad-Din como sucesor y murió de neumonía el 10 de enero de 1221. Varios años después, su hijo ordenó trasladar su cuerpo al fuerte de Ardahin (Ardahn), pero más tarde los conquistadores lo desenterraron y quemaron. El nuevo sah se trasladó a Gurganj, la antigua capital jorezmita, para reclamar el trono. Los mongoles pasaron el invierno en la comarca de Hamadán, preparándose para seguir sobre el actual Azerbaiyán cuando pasaran las nieves.
Posteriormente, quizás a inicios de 1224, llegó otro contingente mongol, diferente al de Yebe y Subotai, y se encontró con que los supervivientes estaban reconstruyendo la ciudad. Los invasores los atacaron aunque los musulmanes no intentaron resistir, masacrándolos y volviéndose a saquear la ciudad. Hicieron lo mismo en Saveh, Qom y Kashan. También menciona que cuando los mongoles llegaron a Ray se encontraron con una gran fuerza de jorezmitas a los que masacraron. Este evento supuso la decadencia de Ray, lo que favoreció el esplendor de Tihran (actual Teherán). Isfahán cayó en poder mongol en 1235-1236.

### Primaria
Los libros son citados en números romanos y capítulos y párrafos en números arábigos. Entre paréntesis se usaron los apellidos de los editores o traductores de las ediciones usadas para indicar las páginas. 
- Ali ibn al-Athir. La historia completa. En Richards, D. S. (2016). The Chronicle of Ibn al-Athir for the Crusading Period from al-Kamil fi'I-Ta'rikh. The Years 589-629/1193-1231: The Ayyubids after Saladin and the Mongol Menace (en inglés) III. Londres: Routledge.
- Ata-Malik Juvayni. Historia del conquistador del mundo. Parte 1. En Boyle, John Andrew (1958a). The History of the World-Conqueror (en inglés) I. Cambridge: Harvard University Press.
- Ata-Malik Juvayni. Historia del conquistador del mundo. Parte 2. En Boyle, John Andrew (1958b). The History of the World-Conqueror (en inglés) II. Cambridge: Harvard University Press.
- Minhaj-i Siraj Juzjani. Una historia general de las dinastías mahometanas de Asia. En Raverty, H. G. (1970). Tabakat-I-Nasiri (en inglés) II. Nueva Delhi: Oriental Books Reprint Corporation.
- Rashid-al-Din Hamadani. Compendium de Crónicas. En Arends, Alfred Kárlovich (1946). Сборник летописей (Книга 2) (en ruso) I. Moscú: Institut vostokovedenii︠a︡ (Akademii︠a︡ nauk SSSR).
- Shihab al-Din Muhammad al-Nasawi. Biografía de Jalal ad-Din Mingburnu. En Bunyatov, Ziya Musáyevich (1996). Сират ас-султан Джалал ад-Дин Манкбурны (en ruso). Moscú: Восточная литература.

### Moderna
- Ayni, Sadriddin (2023).  Jonathan K. Zartman, ed. Tajikistan’s National Epics: Muqanna's Rebellion and The Tajik People's Hero Temur Malik (en inglés). Nueva York: Routledge. ISBN 9781000963281.
- Bulliet, Richard W. (2015). «The Era of Asian Discovery: Trade and the Contact of Cultures».  En Ainslie Thomas Embree; Carol Gluck, ed. Asia in Western and World History: A Guide for Teaching (en inglés). Taylor & Francis. pp. 316-329. ISBN 9781317476481.
- Chandler, Tertius; Fox, Gerald (2013). 3000 Years of Urban Growth (en inglés). Ámsterdam: Elsevier. ISBN 9781483271255.
- De Hartog, Leo (2004). Genghis Khan. Conqueror of the World (en inglés). Londres: Tauris. ISBN 9781860649721.
- Gabriel, Richard A. (2006). Genghis Khan's Greatest General: Subotai the Valiant (en inglés). Norman: University of Oklahoma Press. ISBN 9780806137346.
- Jackson, Peter (2017). The Mongols and the Islamic World: From Conquest to Conversion (en inglés). Londres: Yale University Press. ISBN 9780300227284.
- King, David (2021). World-maps for Finding the Direction and Distance to Mecca: Innovation and Tradition in Islamic Science (en inglés). Boston: Brill. ISBN 9789004450738.
- McLynn, Frank (2015). Genghis Khan: The Man Who Conquered the World (en inglés). Londres: Random House. ISBN 9781446449295.
- McLynn, Frank (2016). Genghis Khan: His Conquests, His Empire, His Legacy (en inglés). Cambridge: Da Capo Press. ISBN 9780306825170.
- Mubtakir, Ghulam Nabi (2002). Afghan True & Unique History (the Meeting Place of the East and West Cultures) (en inglés). Kabul: El autor.
- Rante, Rocco (2015).  Ghadir Afround, ed. Rayy: From Its Origins to the Mongol Invasion: an Archaeological and Historiographical Study (en inglés). Boston: Brill. ISBN 9789004279292.
- Rummel, R. J. (2018). «Pre-Twentieth Century Democide». Death by Goverment: Genocide and Mass Murder Since 1900 (en inglés). Londres: Taylor & Francis. pp. 45-78. ISBN 9781351523479.
- Sverdrup, Carl F. (2017). The Mongol Conquests: The Military Campaigns of Genghis Khan and Sübe'etei (en inglés). Amherst: Helion & Company. ISBN 978-1913336059.
- Taghavi, Abed; Abbasnejad, Rahmat; Farzin, Saman (2014). «Spatial Organization of Gurgan city in Islamic Period (On the basis of Archaeological Findings and Documentary Sources)». Journal of Anthropology and Archaeology (en inglés) II (1): 163-174. ISSN 2334-2420.